# Station Strandby
Station Strandby is een station in Strandby in de Deense gemeente Frederikshavn. Het station aan de lijn Frederikshavn - Skagen werd geopend in 1924. Het is in 2006 gerenoveerd.